# Glenn Sundberg
Glenn Tommy Torbjörn Sundberg, född den 18 maj 1946 i Nyköping, är en svensk musiker, låtskrivare och sångare, tidigare medlem i de svenska grupperna Sundbälgarna, Rolf Nilssons, Nils-Åke Walléns samt Fred Rixons. Han har turnerat i flera länder och är ofta engagerad som konferencier och allsångsledare. Han har bland annat samarbetat  med Jokkmokks-Jokke, Bertil Boo, Ludgo Pelle och Elisabeth Lord. 
Sundberg har fått flera stipendier genom tiderna. Han har tonsatt många dikter som Ruben Karlsson "Ruben i Kråkvik" har skrivit, bland annat En gammal fårad hand, Gör det bästa du kan, En röd liten ros.

## Inspelade skivor och kassetter
- Medel mot kalla fötter
- Godbitar på dragspel 1
- Godbitar på dragspel 2
- Godbitar på dragspel 3
- Hem till mitt hjärta
- Den gamla handelsboden
- Sjunger och spelar Ruben i Kråkvik 1
- Sjunger och spelar Ruben i Kråkvik 2
- Ge dig tid
- Om hundra år
- Tack alla vänner
- Glade Glenn
- Minnen på dragspel
- Önskelåtar på dragspel